# هل انت خائف من الظلام؟
هل انت خائف من الظلام؟ (بالإنجليزية: Are You Afraid of the Dark?)‏ هو مسلسل رعب أنثولوجي أمريكي من إنتاج واي تي في وتوزيع نيكلوديون،  عرض المسلسل في الفترة من 1990 حتى 1996.

## روابط خارجية
- هل انت خائف من الظلام؟ على موقع IMDb (الإنجليزية)
- هل انت خائف من الظلام؟ على موقع ميتاكريتيك (الإنجليزية)
- هل انت خائف من الظلام؟ على موقع كينوبويسك (الروسية)
- هل انت خائف من الظلام؟ على موقع ألو سيني (الفرنسية)
- هل انت خائف من الظلام؟ على موقع قاعدة بيانات الفيلم (الإنجليزية)